# Aeroportul Roscoe Turner
Aeroportul Roscoe Turner (IATA: CRX, ICAO: KCRX, FAA LID: CRX) este un aeroport din Mississippi, Statele Unite ale Americii ce deservește zona Corinth.
Situat la o altitudine de 129 m, aeroportul dispune de 1 pistă.

## Infrastructură

### Piste
Aeroportul dispune de o singură pistă. Pista 18/36 are suprafața de asfalt și dimensiunile 6.500 picioare × 100 picioare. 